# 임주연 (배우)
임주연은 1995년 미스코리아 한국일보 출신의 배우이다.

## 프로필
- 신체 : 172 cm, 51 kg, 86-59-88
- 학력
- 수상 : 1995년 미스코리아 한국일보, 1995년 미스코리아 강원 진(眞)
- 경력 : 2003년 로또 홍보대사
- 취미 : 독서, 음악감상
- 특기 : 수영

## 같이 보기
- 1995년 미스코리아
- 미스코리아 강원